# Vindros

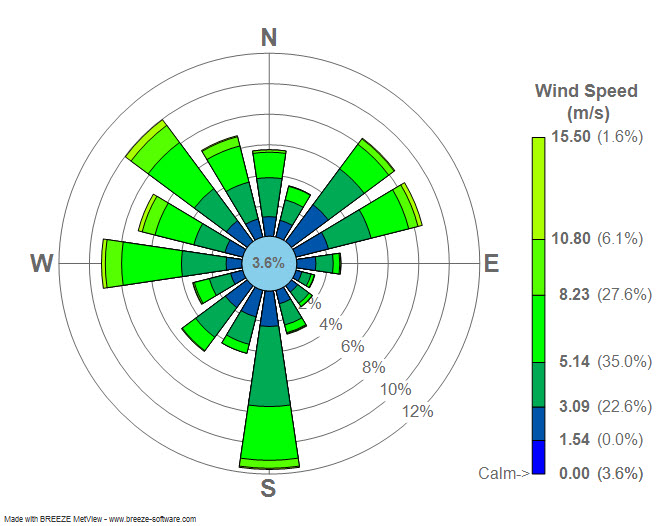
Vindros för LaGuardia Airport i New York.

En vindros är ett grafiskt verktyg som meteorologer använder för att få en överblick över vilka vindhastigheter och vindriktningar som oftast råder på en given plats. Historiskt sett var vindrosen en företrädare till kompassrosen och ritades ofta ut på kartor.

## Användning
Vindrosen visas som en cirkel där olika ben visar frekvensen för vindriktningar över en 30-årsperiod. Längden på varje ben visar hur vanligt förekommande riktningen är per tidsenhet.
En vindros kan innehålla information om vindhastigheten genom att man färgkodar benen. Vanlligtvis är rosen uppdelad i 16 kardinalriktningar. Även om sådana med 32 kardinalriktningar förekommer. 